# Oratoire Sainte-Anne de Séneujols
L'oratoire Sainte-Anne est un oratoire situé en France sur la commune de Séneujols, dans la région Auvergne-Rhône-Alpes.

## Localisation
L'oratoire est situé dans le département français de la Haute-Loire, sur la commune de Séneujols, dans l'ancienne région administrative d'Auvergne.

## Historique
La construction qui abrite la source et l'oratoire en l'honneur de sainte Anne porte l'année 1784. Quant à l'abreuvoir et au lavoir, ils ont été reconstruits ou restaurés en 1891.

## Description
Les sources qui émergent sur la place principale de la commune ont donné lieu à la création de trois édifices ayant des fonctions distinctes. D'un côté, on trouve un lavoir et une petite structure abritant la fontaine-oratoire, entourés par un muret dessinant approximativement un triangle. De l'autre côté, un abreuvoir de forme très allongée est directement accessible aux animaux. Ces éléments, rarement regroupés au même endroit, forment un ensemble intéressant et original en tant que patrimoine rural. La fontaine constitue un exemple assez inhabituel d'édicule destiné à la fois à abriter l'eau du bassin et à servir d'oratoire.

## Protection
L'oratoire, le lavoir et l'abreuvoir avec son aire pavée sont inscrits au titre des monuments historiques par arrêté du 10 septembre 1990.